# Champagneux
Champagneux är en kommun i departementet Savoie i regionen Auvergne-Rhône-Alpes i sydöstra Frankrike. Kommunen ligger i kantonen Saint-Genix-sur-Guiers som tillhör arrondissementet Chambéry. År 2022 hade Champagneux 671 invånare.

## Befolkningsutveckling
Antalet invånare i kommunen Champagneux
| Referens: INSEE |